# La Terrasse-sur-Dorlay
Pour les articles homonymes, voir La Terrasse et Dorlay (homonymie).
La Terrasse-sur-Dorlay est une commune française située dans le département de la Loire en région Auvergne-Rhône-Alpes. Elle fait partie du parc naturel régional du Pilat et de Saint-Étienne Métropole. Les habitants de la Terrasse-sur-Dorlay sont les Ponterois.

## Géographie
La commune située à environ 12 km de Saint-Chamond, 27 km de Saint-Étienne et à 51 km de Lyon.
La superficie de la commune est de 8,69 km2 ; son altitude varie de 400  à   873 mètres.
|               | Saint-Paul-en-Jarez    |          |
| Saint-Chamond | La Terrasse-sur-Dorlay | Pélussin |
|               | Doizieux               |          |

### Climat
Pour des articles plus généraux, voir Climat d'Auvergne-Rhône-Alpes et Climat de la Loire.
En 2010, le climat de la commune est de type climat des marges montargnardes, selon une étude du Centre national de la recherche scientifique s'appuyant sur une série de données couvrant la période 1971-2000. En 2020, Météo-France publie une typologie des climats de la France métropolitaine dans laquelle la commune est exposée à un climat de montagne ou de marges de montagne et est dans la région climatique  Nord-est du Massif Central, caractérisée par une pluviométrie annuelle de 800 à 1 200 mm, bien répartie dans l’année. 
Pour la période 1971-2000, la température annuelle moyenne est de 10,5 °C, avec une amplitude thermique annuelle de 17 °C. Le cumul annuel moyen de précipitations est de 848 mm, avec 9,3 jours de précipitations en janvier et 6,6 jours en juillet. Pour la période 1991-2020, la température moyenne annuelle observée sur la station météorologique de Météo-France la plus proche, « St-chamond-p », sur la commune de Saint-Chamond à 6 km à vol d'oiseau, est de 12,5 °C et le cumul annuel moyen de précipitations est de 681,9 mm,. Pour l'avenir, les paramètres climatiques de la commune estimés pour 2050 selon différents scénarios d'émission de gaz à effet de serre sont consultables sur un site dédié publié par Météo-France en novembre 2022.

## Urbanisme

### Typologie
Au 1er janvier 2024, La Terrasse-sur-Dorlay est catégorisée commune rurale à habitat dispersé, selon la nouvelle grille communale de densité à sept niveaux définie par l'Insee en 2022.
Elle est située hors unité urbaine. Par ailleurs la commune fait partie de l'aire d'attraction de Saint-Étienne, dont elle est une commune de la couronne,. Cette aire, qui regroupe 105 communes, est catégorisée dans les aires de 200 000 à moins de 700 000 habitants,.

## Histoire
Pendant la seconde moitié du XIXe siècle, l’industrie des tresses et lacets fut la principale activité industrielle de la Terrasse-sur-Dorlay.
La Terrasse-en-Doizieu n’a été déclarée commune que le 30 novembre 1905 par détachement de la commune de Doizieux, son nom devint alors La Terrasse-sur-Dorlay.

## Politique et administration
| Période                                  | Période        | Identité                 | Étiquette | Qualité |
| ---------------------------------------- | -------------- | ------------------------ | --------- | ------- |
| décembre 1905                            | septembre 1917 | Albin Planchon           |           |         |
| septembre 1917                           | décembre 1919  | Jean-François Thiollière |           |         |
| décembre 1919                            | novembre 1922  | Callet Joannès           |           |         |
| novembre 1922                            | septembre 1926 | Alphonse Lacombe         |           |         |
| octobre 1926                             | novembre 1944  | Chanut Louis             |           |         |
| novembre 1944                            | mai 1953       | Antoine Micol            |           |         |
| mai 1953                                 | mars 1965      | André Menut              |           |         |
| mars 1965                                | mars 1971      | René Payre               |           |         |
| mars 1971                                | mars 2014      | Jean-Claude Dubouchet    | SE        |         |
| mars 2014                                | mars 2020      | Michèle Niebudkowski     |           |         |
| mai 2020                                 |                | Christian Ducceschi      |           |         |
| Les données manquantes sont à compléter. |                |                          |           |         |

## Démographie
L'évolution du nombre d'habitants est connue à travers les recensements de la population effectués dans la commune depuis 1906. Pour les communes de moins de 10 000 habitants, une enquête de recensement portant sur toute la population est réalisée tous les cinq ans, les populations de référence des années intermédiaires étant quant à elles estimées par interpolation ou extrapolation. Pour la commune, le premier recensement exhaustif entrant dans le cadre du nouveau dispositif a été réalisé en 2005.

En 2022, la commune comptait 771 habitants, en évolution de −1,53 % par rapport à 2016 (Loire : +1,32 %, France hors Mayotte : +2,11 %).
| 1906 | 1911 | 1921 | 1926 | 1931 | 1936 | 1946 | 1954 | 1962 |
| ---- | ---- | ---- | ---- | ---- | ---- | ---- | ---- | ---- |
| 664  | 662  | 587  | 615  | 566  | 475  | 375  | 442  | 462  |

| 1968 | 1975 | 1982 | 1990 | 1999 | 2005 | 2006 | 2010 | 2015 |
| ---- | ---- | ---- | ---- | ---- | ---- | ---- | ---- | ---- |
| 500  | 465  | 520  | 545  | 653  | 705  | 713  | 765  | 787  |

| 2020 | 2022 | - | - | - | - | - | - | - |
| ---- | ---- | - | - | - | - | - | - | - |
| 772  | 771  | - | - | - | - | - | - | - |

## Culture locale et patrimoine

### Lieux et monuments
- Le barrage du Dorlay construit en 1973 est propriété du Syndicat intercommunal d'alimentation en eau de la moyenne vallée du Gier, et est géré par la Lyonnaise des eaux.
- En pleine vallée du Dorlay où l'activité textile utilisant la force hydraulique battait son plein au XIXe siècle, la Maison des tresses et lacets, anciennement Moulin-Pinte accueille aujourd'hui des visiteurs sur le site d’une ancienne usine textile. La passementerie, c'est-à-dire la fabrication de rubans étroits (tresses, lacets…) exige des machines spéciales. La maison des tresses et lacets retrace cette histoire. Les métiers, sont encore opérationnels. Les visiteurs peuvent les voir fonctionner et assister à la mise en route d'une des dernières roues à augets en fonctionnement… Impressionnant, la vanne d'eau s'ouvre : 1, 2, 3, 4 augets se remplissent et la simple force hydraulique met en action la roue qui à l'époque activait 700 métiers.
- Le col de la Croix de Montvieux (811 m), en limite Est du territoire communal et emprunté lors de la 18e étape du Tour de France 2008 et de la 13e étape du Tour de France 2014.
- Église de l'Immaculée-Conception de La Terrasse-sur-Dorlay.

### Héraldique
|  | Les armoiries de La Terrasse-sur-Dorlay se blasonnent ainsi : D’argent au sautoir de gueules, à la bordure de sable chargée de huit fleurs de lys. |

## Événements
Pendant de nombreuses années, la mairie de la Terrasse-sur-Dorlay en collaboration avec plusieurs boulangers de la région et autres artisans organisait la fête du Pain sur la place des artisans boulangers tous les deuxièmes dimanches de septembre. Cette fête permettait de découvrir le métier d'artisan boulanger, de goûter aux spécialités régionales et à des recettes atypiques. Cette manifestation a été arrêtée en 2010 après 21 éditions.
Tous les derniers week-ends de juillet, les pompiers de la Terrasse-sur-Dorlay proposent devant leur caserne un bal le samedi et le dimanche soir. Un concours de pétanque est aussi organisé ainsi qu'un repas en plein air le dimanche midi.
Un festival est organisé dans le village autour des thèmes de la transhumance (21ème édition en 2017) et de la musique le premier week end de juin. Nommé le Festi'Mout, il propose des concerts le samedi soir et des animations la journée avec le passage du troupeau montant en estive dans les rues du village le dimanche matin. Le but étant de mêler tradition et musique. Il s'est déroulé le 11, 12 et 13 juin 2011 pour la première fois. La 4e édition a eu lieu le samedi 6 et dimanche 7 juin 2015.